# Konstantin Andrejewitsch Werschinin

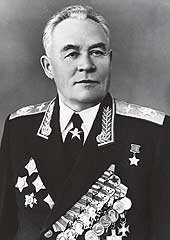
Hauptmarschall der Flieger Werschinin

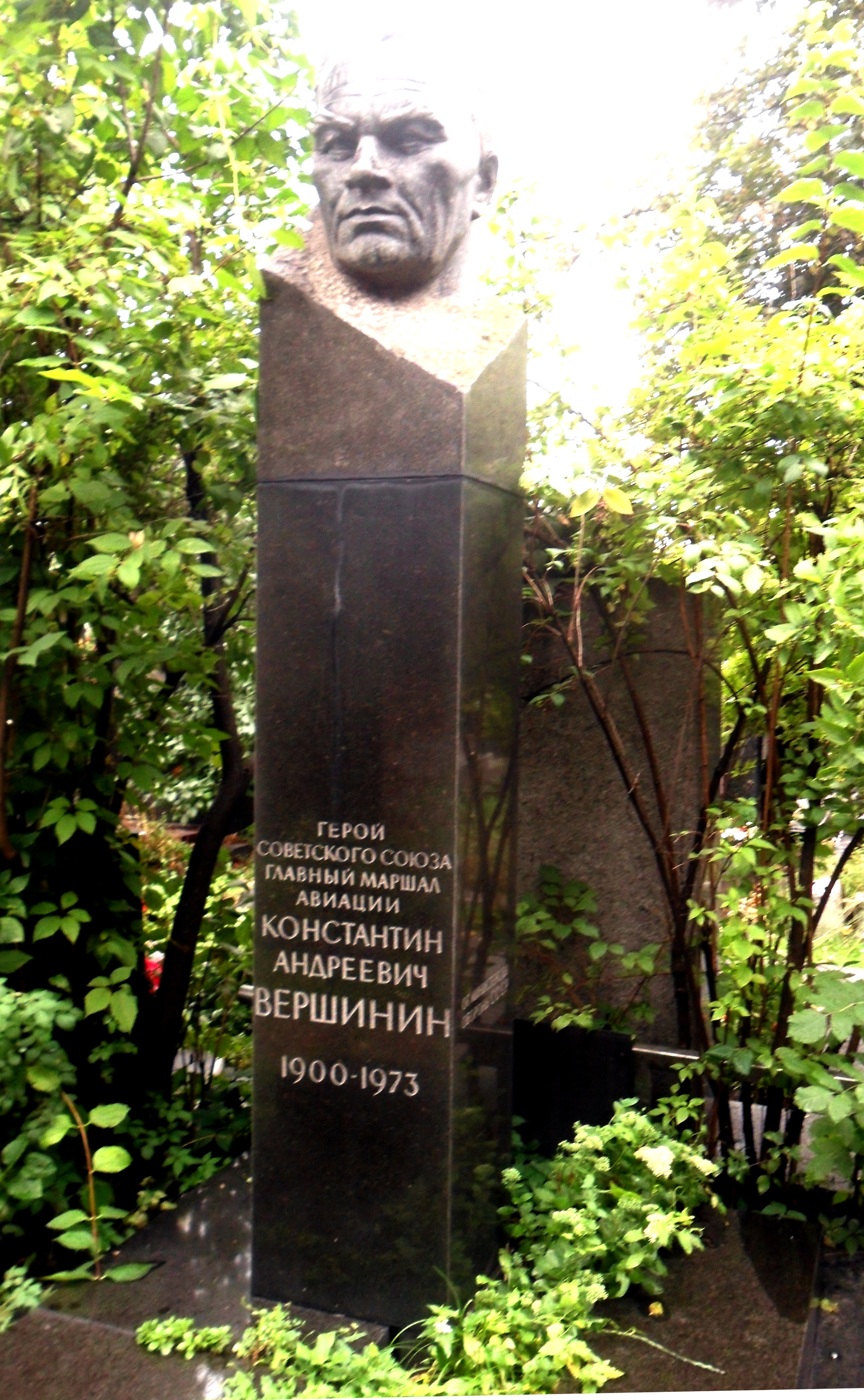
Werschinins Grabmal auf dem Nowodewitschi-Friedhof

Konstantin Andrejewitsch Werschinin (russisch Константин Андреевич Вершинин, wiss. Transliteration Konstantin Andreevič Veršinin; * 21. Maijul. / 3. Juni 1900greg. in Borkino, Gouvernement Wjatka, Russisches Kaiserreich, heute zur Oblast Kirow; † 30. Dezember 1973 in Moskau) war ein sowjetischer Pilot und Offizier, zuletzt im Range Hauptmarschall der Flieger.

## Leben
Werschinin lernte von 1914 bis 1919 zunächst den Beruf des Tischlers und arbeitete auch in diesem Beruf. 1919 ging er in die Armee und trat auch in die KPdSU ein. Er nahm am Russischen Bürgerkrieg teil. 1920 absolvierte er in Simbirsk einen Infanterie-Kommandeurslehrgang und 1921 die Wystrel-Offiziersschule und avancierte zum Bataillonskommandeur.
Ende der 1920er Jahre wechselte er zu den Luftstreitkräften und ging an die Schukowski-Akademie, die er 1933 absolvierte. 1935 erwarb er an der Militärfliegerschule Katschinsk seinen Pilotenschein.
Im Zweiten Weltkrieg kommandierte Werschinin vom September 1941 bis Mai 1942 die Luftstreitkräfte der Südfront. Im Range eines Generalobersten wurde er als Kommandierender der 4. Luftarmee, die er vom Mai 1942 bis zum September 1942 und ab März 1943 bis Kriegsende befehligte, am 19. August 1944 mit dem Titel Held der Sowjetunion ausgezeichnet. Zwischenzeitlich war er von September 1942 bis zum März 1943 Befehlshaber der Kaukasusfront-Luftstreitkräfte.
Nach dem Zweiten Weltkrieg wurde Werschinin zum Marschall der Flieger ernannt und war zunächst Oberbefehlshaber der Luftstreitkräfte der Sowjetunion und wurde dann ab 1949, als er in Ungnade fiel, Befehlshaber der Luftverteidigung um Baku. Von September 1950 bis September 1951 befehligte er die 24. Luftarmee in der DDR, danach war er bis 1959 Befehlshaber verschiedener Verbände und erneut der Luftverteidigung von Baku bis 1957. Danach wirkte er bis zum Jahre 1969 wieder als Oberbefehlshaber der Luftstreitkräfte. Er wurde im Jahre 1959 zum Hauptmarschall der Flieger ernannt.
Von 1952 bis 1956 war er Kandidat des ZK der KPdSU, ab 1961 Vollmitglied in diesem Gremium. Werschinin war in den Jahren von 1946 bis 1950 und nochmals von 1961 bis 1971 Deputierter des Obersten Sowjets.
Er ist Autor des Buches Die 4. Luftarmee, das 1975 erschienen ist.
Werschinin ist sechsfacher Träger des Leninordens, dreifacher Träger des Rotbannerordens und Träger des Ordens der Oktoberrevolution.